# تينا باولينو
تينا باولينو (بالبرتغالية: Tina Paulino) هي عداءة سريعة موزمبيقية، ولدت في 7 يوليو 1973 في إنهامبان في موزمبيق.

## وصلات خارجية
- تينا باولينو على موقع الاتحاد الدولي لألعاب القوى (الإنجليزية)
- تينا باولينو على موقع اللجنة الأولمبية الدولية (الإنجليزية)
- تينا باولينو على موقع أوليمبيديا (الإنجليزية)
- تينا باولينو على موقع اتحاد ألعاب الكومنولث (مؤرشف) (الإنجليزية)